# Глухий м'якопіднебінний проривний
Глухий м'якопіднебінний (задньопіднебінний, велярний) зімкнено-проривний приголосний — тип приголосного звука, що існує в багатьох людських мовах. Символ Міжнародного фонетичного алфавіту для цього звука — k, а відповідний символ X-SAMPA — k.
Звук [k] — дуже поширений по мовах світу. Більшість мов має принаймні простий [k], а деякі розрізняють декілька варіантів. Багато мов Індії, наприклад гінді, має двосторонній контраст між аспірованим і простим [k].

## Властивості
Властивості глухого м'якопіднебінного проривного:
- Тип фонації — глуха, тобто цей звук вимовляється без вібрації голосових зв'язок.
- Спосіб творення — проривний або зімкнений, тобто повітряний потік повністю перекривається.
- Місце творення — м'якопіднебінне, тобто він артикулюється задньою спинкою язика на м'якому піднебінні.
- Це ротовий приголосний, тобто повітря виходить крізь рот.
- Це центральний приголосний, тобто повітря проходить над центральною частиною язика, а не по боках.
- Механізм передачі повітря — егресивний легеневий, тобто під час артикуляції повітря виштовхується крізь голосовий тракт з легенів, а не з гортані, чи з рота.

## Українська мова
В українській мові цей звук передається на письмі літерою к.

## Приклади
| Мова       | Мова       | Слово      | Транскрипція | Значення | Примітки                     |
| ---------- | ---------- | ---------- | ------------ | -------- | ---------------------------- |
| Українська | Українська | кіт        | [ˈkʲit̪]      | 'кіт'    | Дивіться Українська фонетика |
| Японська   | Японська   | 鞄 / kaban | [kabaɴ]      | 'сумка'  | Дивіться Японська фонетика   |